# Firmin Javel
Firmin Javel, né le 31 juillet 1842 à Arbois et mort le 12 novembre 1921 à Paris 15e, est un conteur, chroniqueur et critique français.

## Biographie
Fils de l’imprimeur lettré Auguste Javel, il suit son père en exil à Genève en 1851, à l’arrivée au pouvoir de Napoléon III. Revenu à Paris, en 1862, il fait paraitre un recueil d’alexandrins, Treize à table, avec préface par Jules Claretie, et plusieurs romans Sambo, Pointe de fer, le Prince de Sabara, Cotte de mailles, etc.
Comme conteur, chroniqueur, reporter, il était chargé du courrier des théâtres, secrétaire de rédaction dans divers journaux parisiens, la Liberté, Le Charivari, Gil Blas, le Journal amusant, le Monde illustré, le Figaro, le Télégraphe, l’indépendant, le Monde Comique, etc.
Passé de la presse quotidienne aux périodiques artistiques, il s’est fait remarquer, comme critique d’art, par ses Salons dans l’Événement et ailleurs un grand nombre d’articles et dans ses articles du Gil Blas par sa persistante campagne contre l’école dite « du plein air ». Ses chroniques pleines d’esprit à La Vie à Paris et le Mouvement parisien ne manquent pas de saveur et de vivacité. En 1887, il a fondé, avec Henri Galli, la revue illustrée L'Art français (d) , à laquelle collabore Armand Silvestre, avant de reprendre, avec les mêmes collaborateurs artistiques, la rédaction en chef de Ia Revue des musées.
Comme dramaturge, il a fait jouer au théâtre des Variétés une amusante pochade, Le Valet de cœur, en collaboration avec Louis Besson (1880, in-12), et publie, avec Gustave Sauger (d). Il est, en outre, l’auteur de : Le Franc-Comtois à Paris, revue jouée au Bataclan en 1885 ; Treize à table, conte en vers ; La Clé, au théâtre Saint-Pierre ; Le Valet de Cœur, représenté au théâtre des Variétés, etc.

## Œuvres
- Demandez, messieurs ou Le franc-comtois à Paris : revue de l'année, Arbois, E. Javel, 12 p., in-12 (lire en ligne sur Gallica).
- Treize à table  (préf. Jules Claretie), Paris, Lacroix, 1867, 165 p., 17 cm (OCLC 10515500).
- La Clé du théâtre St-Pierre, prologue  (Paris, Théâtre St-Pierre, 31 janvier 1874), Paris, 1874, 16 p., in-16.
- avec Louis Beysson (Paris, Théâtre des Variétés, 25 décembre 1879), Le Valet de cœur, saynète, Paris, Tresse, 1880, 10 p., in-8º (OCLC 457515150).
- avec Joanni Perronnet (d)  (compositeur), Aubade ! : chant et piano, Paris, Choudens, 1882, v, in-fº (OCLC 842291340).
- avec Eugène Leclerc (d) , Enrhumé !, monologue, bibliothèque du groupe « la Jeunesse », 1903.
- avec Gustave Sauger, Sambo, Paris, E. Kolb, 1890, 310 p., in-18 (OCLC 458968743).